# Catedral de Sant Florià
La Catedral de Sant Florià, més coneguda formalment com a catedral de Sant Miquel Arcàngel i Sant Florià Màrtir (en polonès: Katedra Świętego Michała Archanioła i Świętego Floriana), és una església catòlica i lloc històric al carrer Floriańska 3 a l'est de Varsòvia. Les torres de 75 metres de la catedral de Sant Florià dominen el districte de Praga a l'est de Varsòvia i destaquen el paper de la catedral com a forma de protesta contra l'anterior dominació russa de Polònia.

## Història
Des de 1583 hi ha hagut una presència catòlica al lloc de la futura església, però l'impuls per crear una església duradora i substancial no va arribar fins a finals del segle xix. El mapa d'Europa es va redibuixar durant el Congrés de Viena i les maniobres territorials resultants van situar el Gran Ducat de Varsòvia sota el control de l'Imperi Rus, transformant-lo en el Tsarat de Polònia. Entre altres intrusions, es van construir més de vint esglésies ortodoxes russes a Polònia. Per protestar contra la imposició percebuda d'una església estrangera i en reacció directa a la monumental església ortodoxa de Maria Magdalena construïda al mateix carrer, St. Florià es va construir amb dues torres de 75 metres entre 1897-1904. L'església rep el nom de sant Florià, el patró de les professions associades al foc, com ara bombers, treballadors de l'acer, escura-xemeneies, terrissaires i forners.

## Destrucció durant la Segona Guerra Mundial
Durant i després del setge de Varsòvia, les esglésies van ser utilitzades com a amagatall per als jueus, l'exèrcit de Varsòvia (Armia Warszawa) i com a refugi general dels civils. Sant Florià va ser destruïda pels alemanys quan es van retirar de Polònia el 1944 després de la insurrecció de Varsòvia. L'església va romandre en ruïnes durant diversos anys, però a la dècada de 1950 un esforç de reconstrucció va començar lentament amb el suport dels residents de Praga. L'església reconstruïda es va reobrir el 1972.

## Paper en la jerarquia de l'església
Sant Florià és l'església catedral de la diòcesi catòlica romana de Varsòvia-Praga i per ordre de la Santa Seu va ser elevada al rang de basílica menor el 1992. Més de quatre-cents capellans formen el ministeri d'aquesta diòcesi que abasta 1.274 milles quadrades, repartides en 160 parròquies i donen servei a aproximadament un milió de catòlics polonesos.

## Característiques destacables
Sant Florià està construït en un estil neogòtic, distingit per dues torres de vint plantes davant l'avinguda Solidarność, tapades amb espires de bronze. La major part del seu exterior és de maó vermell. A les entrades hi ha representacions en mosaic de Jesucrist i l'emblema del primer bisbe de Varsòvia-Praga, Kazimierz Romaniuk, mentre que l'interior està decorat amb guix vermell o blanc i maó.

## Galeria

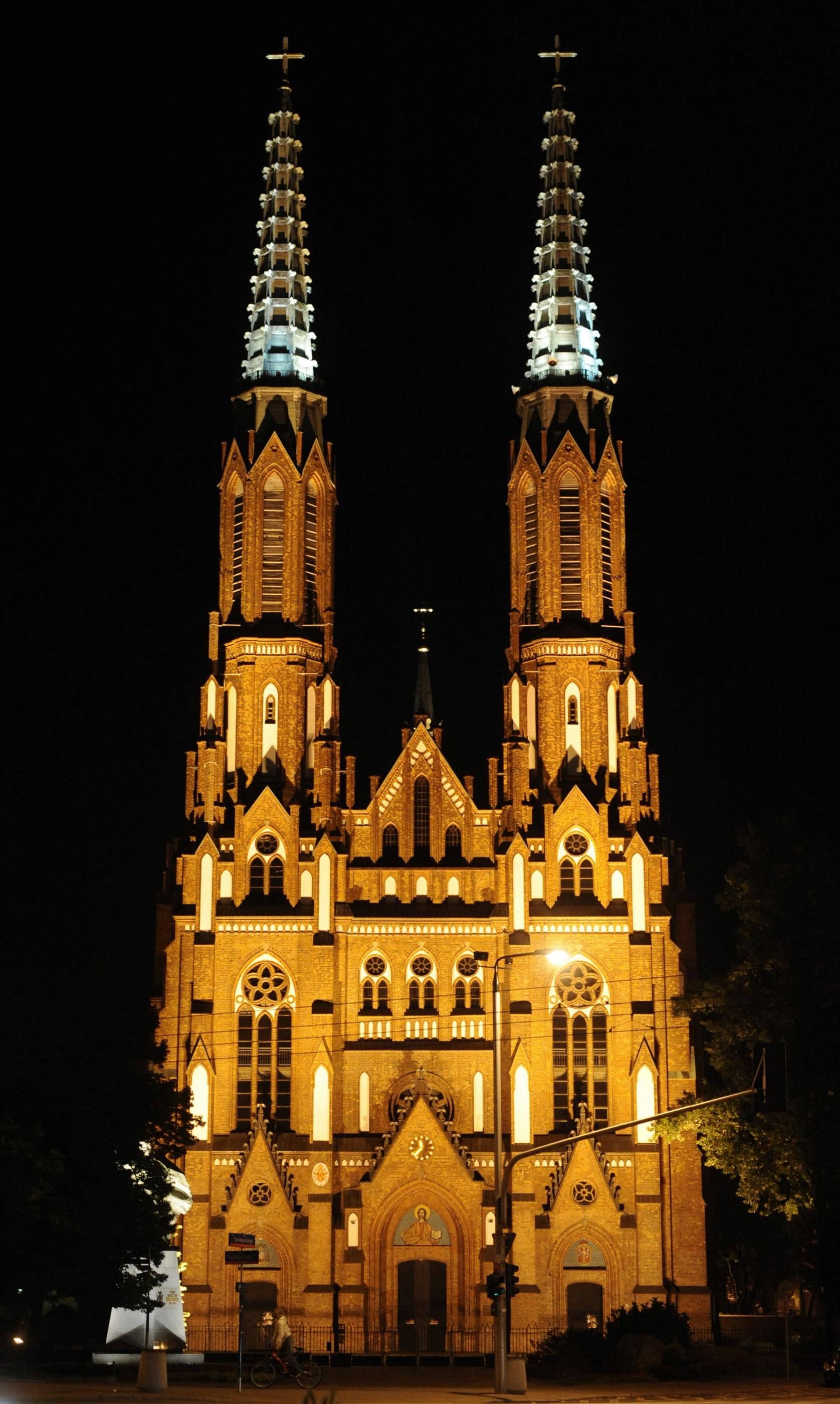
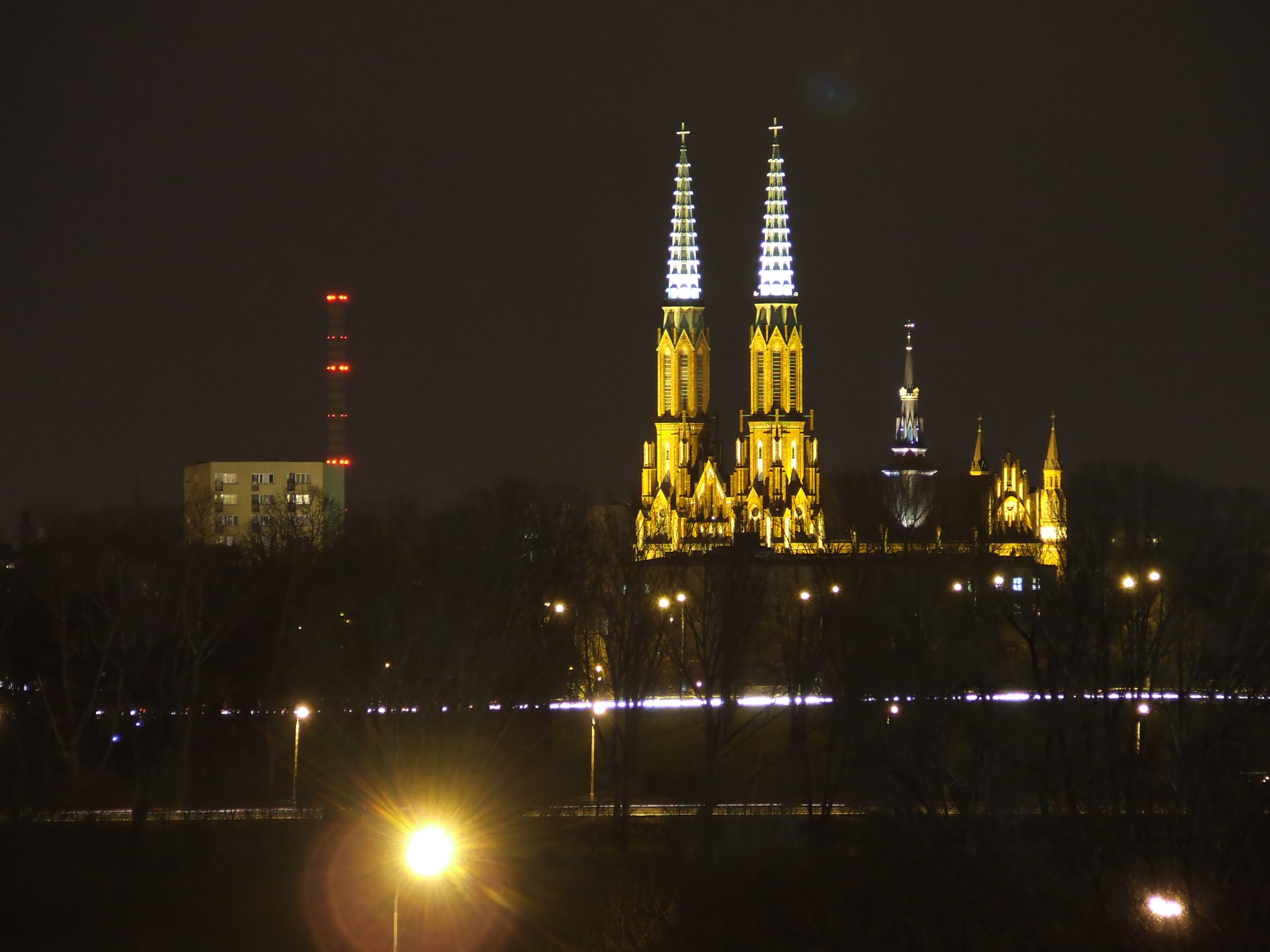
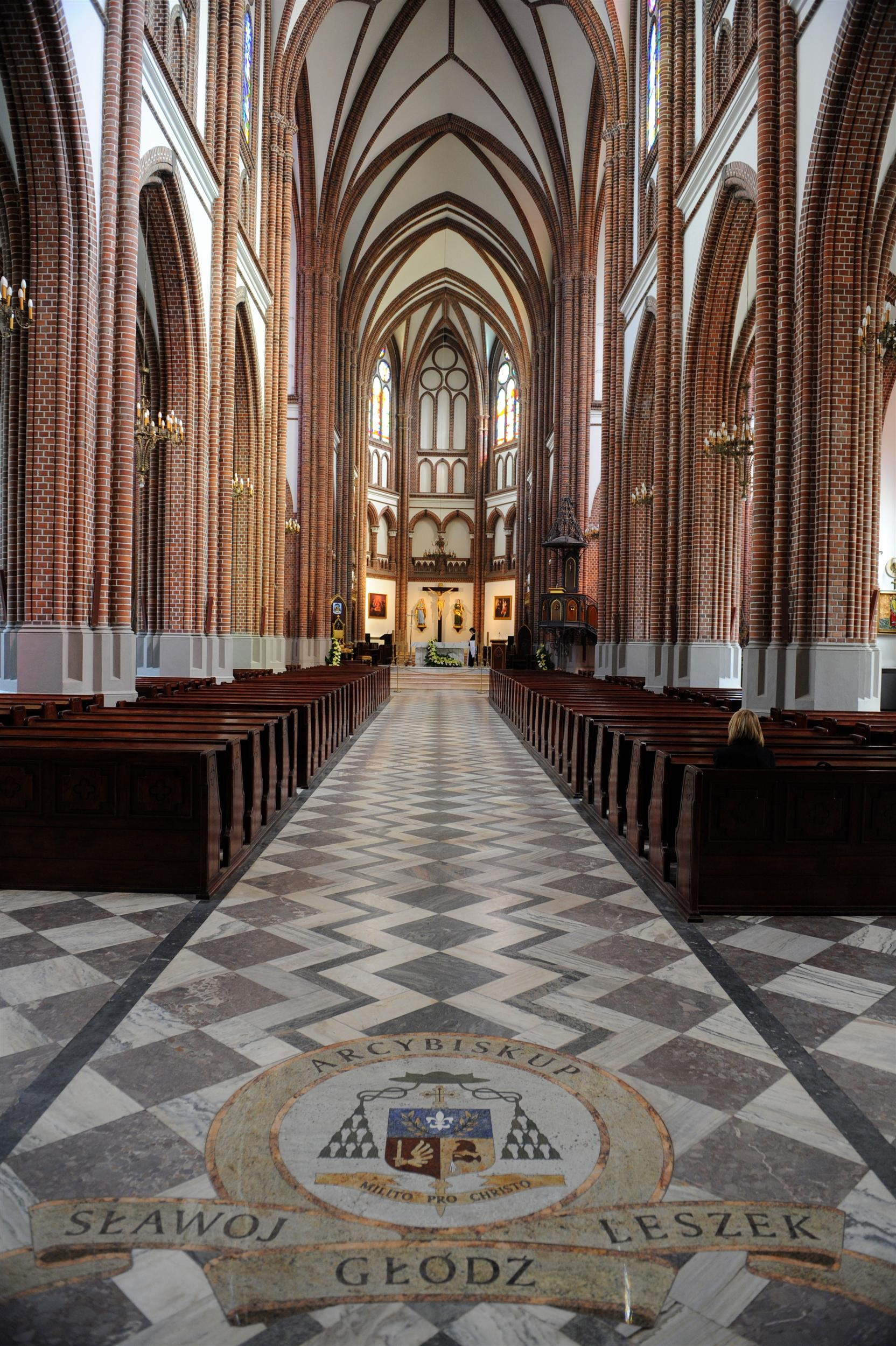
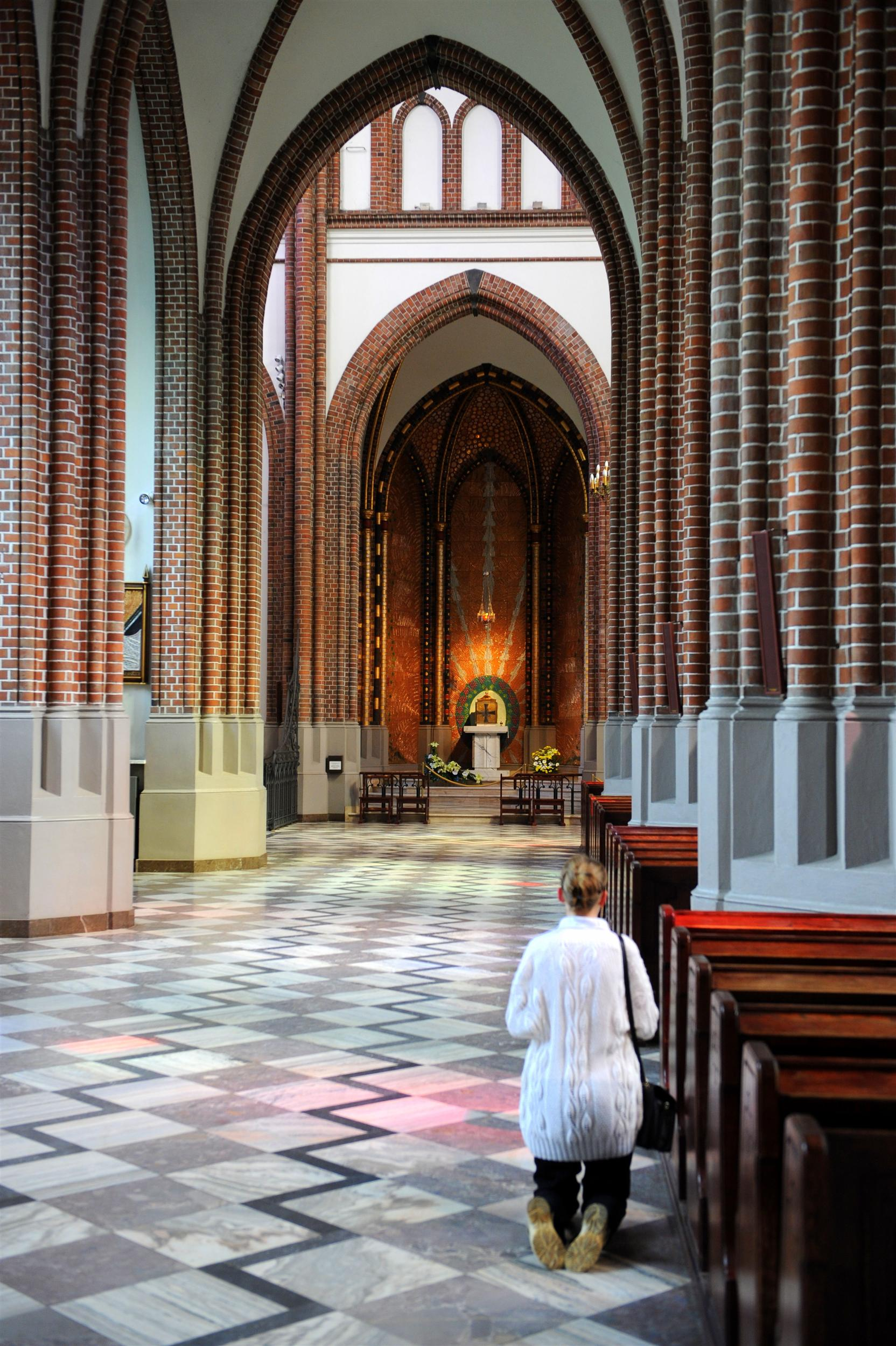
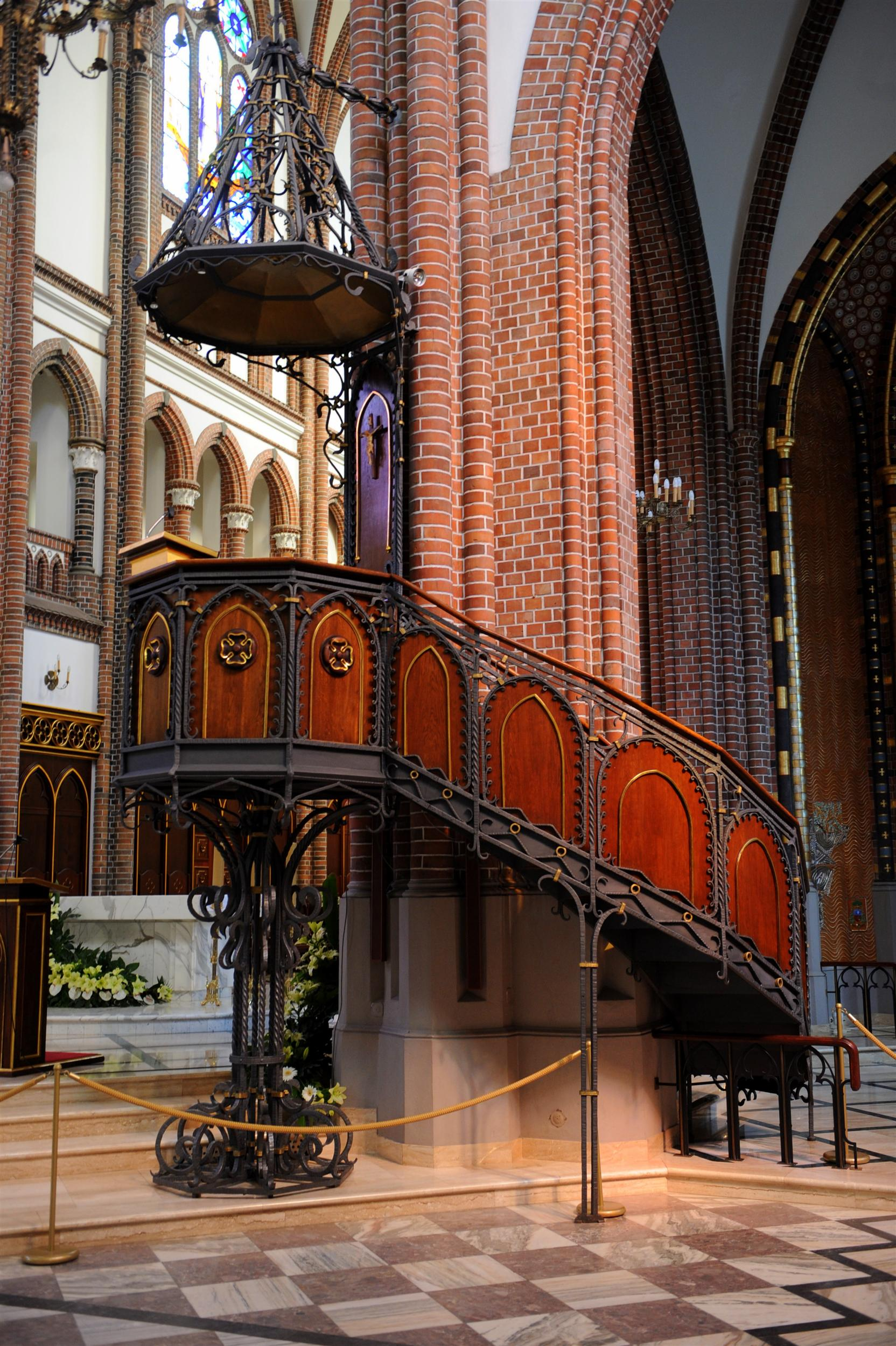
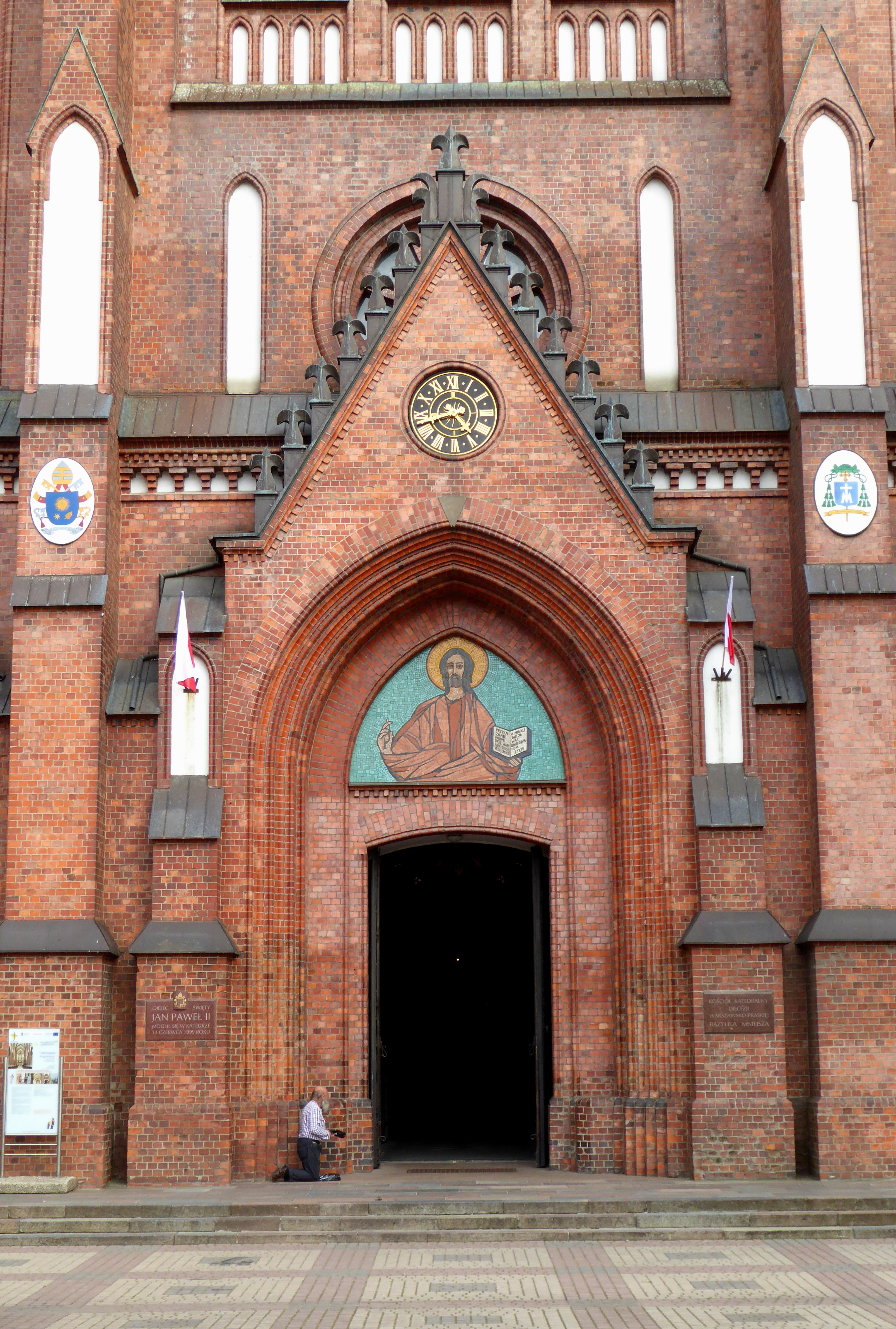